# 耶路撒冷圍城戰 (70年)

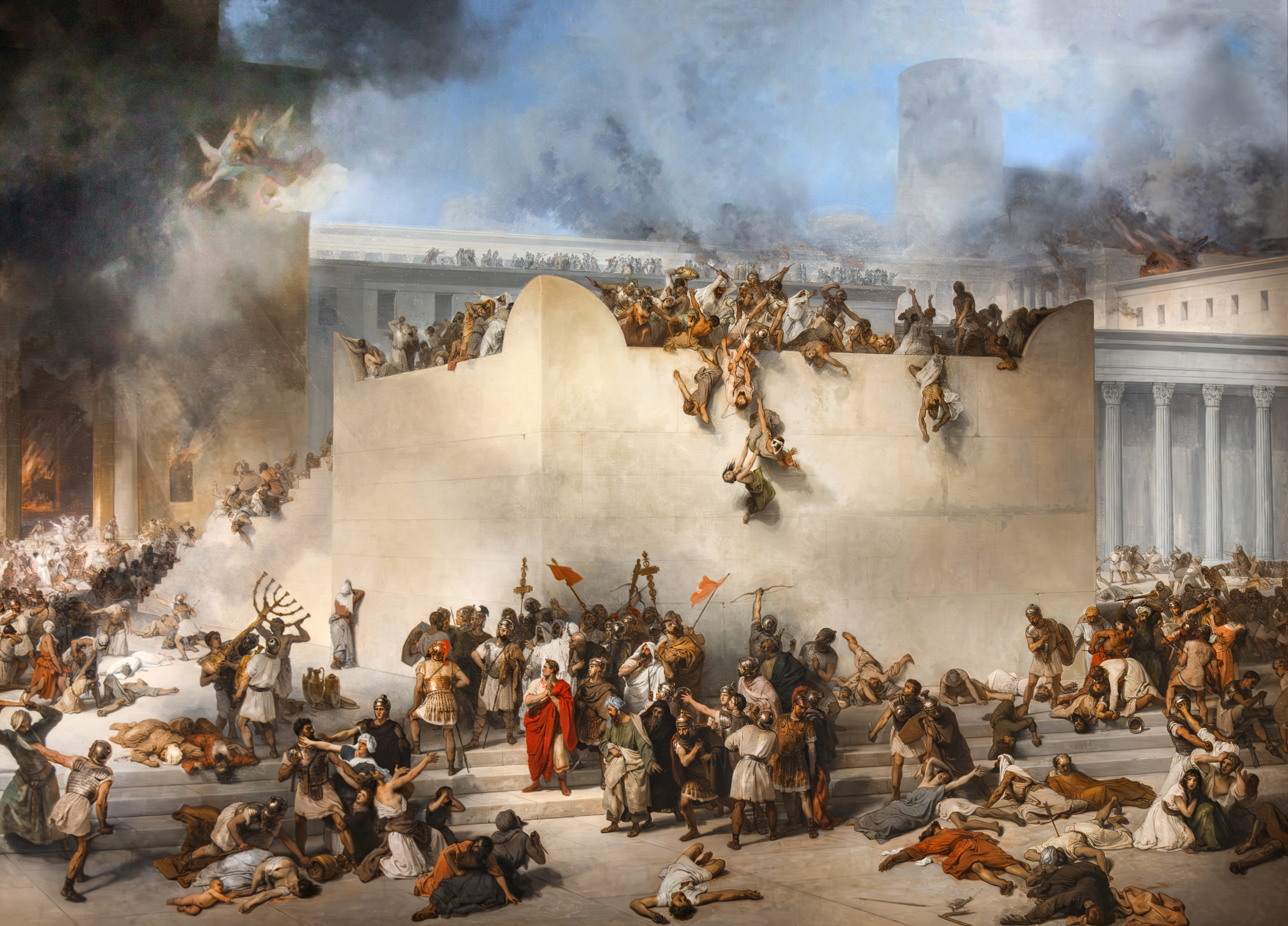
意大利画家弗朗切斯科·阿耶兹於1867年所繪的摧毀耶路撒冷聖殿圖

耶路撒冷圍城戰是第一次猶太–羅馬戰爭期間的一場戰役，當時提圖斯率領下的羅馬帝國军队围攻耶路撒冷。经过五个月的围困后，羅馬帝國军队攻入耶路撒冷，並摧毀該城市以及第二圣殿。 
70年4月，當時正值逾越節的前三天，羅馬帝國军队开始围攻耶路撒冷 。在開始圍攻後的三周内，罗马军队就攻破了城市的最外圍的兩堵城墻，但但猶太人依然在第三堵城墻和安東尼亞堡壘對抗羅馬帝國。 
70年8月30日，罗马军队攻入耶路撒冷并放火焚烧了第二圣殿。  猶太人繼續抵抗一個月，但最终整個耶路撒冷被佔領，城市被夷为平地。提图斯只留下了希律堡的三座塔楼。罗马帝國當局為了慶祝攻佔耶路撒冷，在羅馬舉辦凯旋儀式，并修建两座凯旋门以示纪念。罗马帝國當局還向公眾展出从第二圣殿抢来的宝物。 
战争结束后，羅馬帝國在耶路撒冷废墟上建立第十海峡军团的军营以及罗马殖民地爱利亚加比多连。犹太人被禁止進入耶路撒冷。这一系列的舉措通常被认为是巴爾科赫巴起義的導火索之一。 